# 1329

## أحداث
- 27 مارس - البابا يوحنا الثاني والعشرون يدين بعض تعاليم مايستر إيكهارت باعتبارها هرطقة.
- 10 -11 يونيو - وقعت معركة بيليكانون بين قوة التدخل السريع من قبل البيزنطيين بقيادة أندرونيكوس الثالث باليولوج والعثمانين بقيادة السلطان أورخان غازي ،هزم الجيش البيزنطي ، في محاولة قدمت للتخفيف على المدن في الأناضول تحت الحصار العثماني.

## مواليد
- أبو عنان فارس

## وفيات
- روبرت الأول من اسكتلندا
- كانغراندي الأول ديلا سكالا